# آودیس اوهانجانیان
آودیس اوهانجانیان (ارمنی: Ավետիս Օհանջանյան؛ متولد ۷ ژانویه ۱۸۸۳- وفات ۷ مارس ۱۹۵۰)، معمار اهل ارمنستان بود.

## زندگی‌نامه
وی در ۲۰ ژانویه [سبک قدیمی: ۷ ژانویه] ۱۸۸۳ (۱۲۶۱ خورشیدی) در ایروان به دنیا آمد وی دانش‌آموختهٔ مؤسسهٔ فناوری تمسک روسیه در رشتهٔ معماری بود. وی در ۷ مارس ۱۹۵۰ (۱۳۲۹ خورشیدی) در سن سالگی در تبریز درگذشت.
اوهانجانیان بین ۱۹۱۹–۱۹۲۱ میلادی، در اولین جمهوری ارمنستان، وزیر راه و شهرسازی این کشور بود. او پس از الحاق ارمنستان به اتحاد جماهیر شوروی سوسیالیستی به ایران مهاجرت کرد و در تبریز اقامت گزید. اوهانجانیان در ایران نخست به کار اکتشاف معادن نفتی پرداخت و سپس، به عمران و آبادانی روی آورد و به مقام مهندس ارشد دولتی رسید.

## آثار
آثار وی عبارت اند از:
- جادهٔ تبریز - ارسباران
- احداث خیابان اصلی تبریز (امام خمینی کنونی)
- باغ و مجتمع گلستان تبریز (باغ گلستان)
- تالار فرهنگ تبریز
- ساعت ساختمان شهرداری تبریز (برج ساعت تبریز)

## نگارخانه

ساختمان ناتمام شهرداری تبریز نمای جنوبی، مهندس معمار آودیس اوهانجانیان در حال بازدید